# Faites-moi confiance (roman)
Pour l’article homonyme, voir Faites-moi confiance.
Faites-moi confiance (The Con Man dans l'édition originale américaine) est un roman policier américain de Ed McBain, nom de plume de Salvatore Lombino, publié en 1957. C’est le quatrième roman de la série policière de 87e District.

## Résumé
Un habile escroc exerce son art dans les rues d'Isola : il aide des domestiques, des hommes d'affaires, et leur fait les poches. Il se fait également rémunérer par des dames à la recherche d'un peu d'amour. Bref, il prend du bon temps tout en s'enrichissant. Mais quand le cadavre d'une jeune femme est retiré du fleuve, le détective Steve Carella constate, en raison d'un tatouage récent qui ornait la main de la victime, que l'escroc est mêlé à cette affaire. Dans une course contre la montre, le détective doit maintenant mettre la main au collet de l'escroc avant qu'il ne fasse d'autres victimes... qui pourrait même le toucher de très près...

## Éditions
Édition originale en anglais
- (en) Ed McBain, The Con Man, New York, Simon and Schuster, 1957

Éditions françaises
- (fr) Ed McBain (auteur) et Louis Saurin (traducteur), Faites-moi confiance [« The Con Man »], Paris, Presses de la Cité, coll. « Un mystère no 382 », 1957, 189 p. (BNF 32265340)
- (fr) Ed McBain (auteur) et Louis Saurin (traducteur) (trad. de l'anglais), Faites-moi confiance [« The Con Man »], Paris, Presses de la Cité, coll. « Classiques du roman policier no 3 », 1979, 187 p. (ISBN 2-258-00616-3, BNF 34633526)
- (fr) Ed McBain (auteur) et Louis Saurin (traducteur), Faites-moi confiance [« The Con Man »], Paris, Christian Bourgois, coll. « 10/18. Grands détectives no 2132 », 1990, 187 p. (ISBN 2-264-01577-2, BNF 35103842)
- (fr) Ed McBain (auteur), Jacques Chabot (traducteur) et Raoul Amblard (traducteur) (trad. de l'anglais), Faites-moi confiance [« The Con Man »], Dans 87e District, volume 1, Paris, Éditions Omnibus, 1999, 972 p. (ISBN 2-258-05138-X, BNF 37176580)
  - Ce volume omnibus contient les romans Du balai !, Le Sonneur, Le Fourgue, Fais-moi confiance, Victime au choix, Crédit illimité et Souffler n'est pas tuer.

## Adaptation à la télévision
- 1961 : The Floater, épisode 1, saison 1, de la série télévisée américaine 87th Precinct (TV series) (en), réalisé par Herschel Daugherty, adaptation du roman Fais-moi confiance (The Con Man), avec Robert Lansing dans le rôle de Steve Carella

## Sources
- Jean Tulard, Dictionnaire du roman policier : 1841-2005. Auteurs, personnages, œuvres, thèmes, collections, éditeurs, Paris, Fayard, 2005, 768 p. (ISBN 978-2-915793-51-2, OCLC 62533410), p. 599 (Notice 87e District).